# Vinícola Pericó
A Vinícola Pericó é uma vinícola brasileira localizada em São Joaquim, na Serra Catarinense, e fundada em 2003 por Wandér Weege, administrador da Malhas Malwee.
Foi a primeira do Brasil a elaborar o icewine

## Produtos
Até maio de 2009 a vinícola já havia disponibilizado aos seus clientes os seguintes produtos:
- Espumante Cave Pericó Brut branco (Cabernet Sauvignon e Merlot)[3]
- Espumante Cave Pericó Brut rosé (Cabernet Sauvignon e Merlot)[4]
- Vinho Fino Taipa rosé (Cabernet Sauvignon e Merlot)[5]